# Équipe d'Irak olympique de football
Maillots
L'équipe d’Irak olympique de football représente l'Irak dans les compétitions de football espoirs comme les Jeux olympiques d'été, où sont conviés les joueurs de moins de 23 ans.

## Histoire

### Les JO 2004
Dans le tournoi masculin, le parcours jusqu'en demi-finale des Jeux olympiques d'Athènes de l’équipe d'Irak a eu un important retentissement médiatique à cause du contexte politique en Irak depuis 2003. Voici le parcours de l’Irak : au premier tour, l’Irak bat le Portugal (4-2, buts de Emad (16e), de Hawar Mulla (29e), de Younis Mahmoud (59e) et de Salih Sadir (93e)), puis le Costa Rica (2-0, buts de Hawar Mulla Mohammed (67e) et de Mahdi Karim (72e)) mais perd contre le Maroc (1-2, but de Salih (63e)), et termine première de la poule. En quarts grâce à Emad, à la 64e minute, elle bat l’Australie 1-0. Mais en demi, elle s’incline contre le Paraguay sur le score de 1-3, malgré le but de Razzaq Farhan à la 83e minute, qui sauve l’honneur des Irakiens. Lors de la troisième place, l’Irak perd contre l’Italie par un but d’Alberto Gilardino. Cela a permis de faire oublier au monde et aux Irakiens le contexte politique qui se passe en Irak.

## Sélection actuelle
Les joueurs suivants ont été appelés pour disputer le Championnat d'Asie de football des moins de 23 ans 2022.
Gardiens
- Mustafa Adhab
- Hussein Ali Joli
- Hassan Ahmed

Défenseurs
- Abbas Badeea
- Ahmed Maknzi
- Hussein Ammar
- Cardo Siddik
- Merchas Doski
- Mohammed Al-Baqer
- Hassan Raed
- Ahmed Naeem

Milieux
- Baqer Attwan
- Moamel Abdulridha
- Hasan Abdulkareem
- Muntadher Mohammed
- Ali Majid
- Muntadher Abdulameer
- Maytham Waad
- Hiran Ahmed
- Alexander Aoraha
- Ammar Ghalib

Attaquants
- Amin Al-Hamawi
- Wakaa Ramadan

## Palmarès
- Vainqueur de la Coupe d'Asie des moins de 23 ans en 2013
- Finaliste des Jeux asiatiques en 2006
- Demi-finaliste des Jeux olympiques en 2004

## Parcours lors des Jeux olympiques
Depuis les Jeux olympiques d'été de 1992, le tournoi est joué par des joueurs de moins de 23 ans .
| Football aux Jeux olympiques | Football aux Jeux olympiques | Football aux Jeux olympiques | Football aux Jeux olympiques | Football aux Jeux olympiques | Football aux Jeux olympiques | Football aux Jeux olympiques | Football aux Jeux olympiques | Football aux Jeux olympiques |
| Année                        | Tour                         | Classement                   | J                            | G                            | N                            | P                            | Bp                           | Bc                           |
| ---------------------------- | ---------------------------- | ---------------------------- | ---------------------------- | ---------------------------- | ---------------------------- | ---------------------------- | ---------------------------- | ---------------------------- |
| 1896                         | Pas de Tournoi               | -                            | -                            | -                            | -                            | -                            | -                            | -                            |
| 1900                         | Non participant              | -                            | -                            | -                            | -                            | -                            | -                            | -                            |
| 1904                         | Non participant              | -                            | -                            | -                            | -                            | -                            | -                            | -                            |
| 1908                         | Non participant              | -                            | -                            | -                            | -                            | -                            | -                            | -                            |
| 1912                         | Non participant              | -                            | -                            | -                            | -                            | -                            | -                            | -                            |
| 1920                         | Non participant              | -                            | -                            | -                            | -                            | -                            | -                            | -                            |
| 1924                         | Non participant              | -                            | -                            | -                            | -                            | -                            | -                            | -                            |
| 1928                         | Non participant              | -                            | -                            | -                            | -                            | -                            | -                            | -                            |
| 1932                         | Pas de Tournoi               | -                            | -                            | -                            | -                            | -                            | -                            | -                            |
| 1936                         | Non participant              | -                            | -                            | -                            | -                            | -                            | -                            | -                            |
| 1948                         | Non participant              | -                            | -                            | -                            | -                            | -                            | -                            | -                            |
| 1952                         | Non participant              | -                            | -                            | -                            | -                            | -                            | -                            | -                            |
| 1956                         | Non participant              | -                            | -                            | -                            | -                            | -                            | -                            | -                            |
| 1960                         | Non qualifiée                | -                            | -                            | -                            | -                            | -                            | -                            | -                            |
| 1964                         | Non qualifiée                | -                            | -                            | -                            | -                            | -                            | -                            | -                            |
| 1968                         | Non qualifiée                | -                            | -                            | -                            | -                            | -                            | -                            | -                            |
| 1972                         | Non qualifiée                | -                            | -                            | -                            | -                            | -                            | -                            | -                            |
| 1976                         | Non qualifiée                | -                            | -                            | -                            | -                            | -                            | -                            | -                            |
| 1980                         | Quart de finale              | 6                            | 4                            | 1                            | 2                            | 1                            | 4                            | 5                            |
| 1984                         | 1er tour                     | 14                           | 3                            | 0                            | 1                            | 2                            | 3                            | 6                            |
| 1988                         | 1er tour                     | 9                            | 3                            | 1                            | 1                            | 1                            | 5                            | 4                            |
| 1992                         | Non participant              | -                            | -                            | -                            | -                            | -                            | -                            | -                            |
| 1996                         | Non qualifiée                | -                            | -                            | -                            | -                            | -                            | -                            | -                            |
| 2000                         | Non qualifiée                | -                            | -                            | -                            | -                            | -                            | -                            | -                            |
| 2004                         | Demi-finaliste               | 4                            | 6                            | 3                            | 0                            | 3                            | 9                            | 8                            |
| 2008                         | Non qualifiée                | -                            | -                            | -                            | -                            | -                            | -                            | -                            |
| 2012                         | Non qualifiée                | -                            | -                            | -                            | -                            | -                            | -                            | -                            |
| 2016                         | 1er tour                     | 12                           | 3                            | 0                            | 3                            | 0                            | 1                            | 1                            |
| 2021                         | Non qualifiée                | -                            | -                            | -                            | -                            | -                            | -                            | -                            |
| 2024                         | 1er tour                     | -                            | 3                            | 1                            | 0                            | 2                            | 3                            | 7                            |
| 2028                         | À venir                      | -                            | -                            | -                            | -                            | -                            | -                            | -                            |
| 2032                         | À venir                      | -                            | -                            | -                            | -                            | -                            | -                            | -                            |
| Total                        | 6/28                         | Aucune médaille              | 22                           | 5                            | 8                            | 9                            | 25                           | 31                           |